# 257
257是256与258之间的自然数。

## 在数学中
- 第55個質數。前一個為251、下一個為263。
  - 第4個費馬質數（{\displaystyle 2^{2^{3}}+1}）
  - 普罗斯素数（Proth prime）
  - 毕达哥拉斯素数（Pythagorean prime）
  - 非正規素數（irregular prime）
  - 陈素数（Chen prime）
  - 此數字雖然是自然質數，但不是高斯質數。前一個有此性質的自然質數是241、下一個是269。（OEIS數列A002313）

其第一象限之高斯質數的整数分解為{\displaystyle \left(16+i\right)\times \left(16-i\right)}。
- 十进制的等數位數。
- 正二百五十七邊形為第36個可作圖多邊形。前一個為256、下一個為272。1832年，Richelot與Schwendewein給出正257邊形的尺規作法。
- 17世纪法國數學家马兰·梅森列出了n ≤ 257的梅森質數，不過他錯誤地包括了不是質數的M67 和M257，而遺漏了M61、M89 和M107

## 在人類文化中
- 蒲隆地的國際電話區號為257
- 1992年夏季奧林匹克運動會比賽項目有257項
- 大年 (歲差年)的週期約有257個世紀
- 約瑟夫·阿勒伯格是德國的狙擊手，直到德國戰敗時個人已創下257人有效確認擊殺數
- 睡虎地秦簡是1975年12月在中國湖北省雲夢縣城關睡虎地十一號墓出土的秦代竹簡，其中乙種《日書》共257簡

## 在地理中
- 蘇必略湖的湖泊寬度為257公里
- 曼徹斯特國際機場的海拔為257英尺
- 林肯縣 (喬治亞州)的面積為257平方英里

## 在科學中
- 鐨-257是鐨中最穩定的同位素，它的半衰期有100.5天

## 在天文中
- NGC 257 是雙魚座的一個星系

## 在其他領域中
- 西元257年和前257年